# Vita Nostra: Работа над ошибками
«Vita Nostra: Работа над ошибками» — фантастический роман Марины и Сергея Дяченко, впервые изданный в 2021 году, продолжение романа «Vita Nostra», принёсшего авторам большую известность, один из романов цикла «Метаморфозы», к которому относятся также романы «Vita Nostra», «Vita Nostra: Собирая осколки», «Цифровой, или Brevis est» и «Мигрант, или Brevi finietur».

## Сюжет
Саша Самохина провалила экзамен в середине третьего курса, после чего оказывается сразу на четвёртом курсе, но через пятнадцать лет и в иной версии реальности и должна вернуться в Институт специальных технологий в город Торпа. Однако сначала она встречается с другой версией себя, которая в этой альтернативной реальности дала иной ответ Фариту Коженникову на его предложение и выбрала обычную жизнь — стала женой своего бывшего одноклассника, родила дочь… но через некоторое время погибла в автокатастрофе. В этой версии реальности мать Сашки Самохиной не вышла замуж и не родила мальчика. Сама же Сашка хотя и провалила экзамен, но благодаря Фариту Коженникову, который по своим причинам заинтересован в существовании Пароля, она возвращается в Институт специальных технологий, и ей предстоит работа над ошибками. Одноклассники Сашки тоже перенеслись на пятнадцать лет, но на полгода раньше, чем Сашка.
В романе «Vita Nostra: Работа над ошибками» героиня становится взрослой женщиной, влюбляется с перспективой создать собственную семью. Перед Сашкой стоит выбор — прозвучать или нет, создать новый мир или исчезнуть из старого, а также какой это будет мир. На этом пути героиня совершает массу ошибок, а финал романа во многом перекликается с финалом предыдущей книги. Но, если в финале первой книги прозвучало «Не бойся», в финале второй книги Сашка прозвучит иначе, так как частица «не» искажает смысл…

## Проблематика
В романе затрагиваются такие абстрактные этические категории, как любовь, страх, свобода. Если одна из философских идей первого романа заключалась в том, что любви без страха не бывает, то во втором испытывается на прочность идея, согласно которой любовь не знает страха. Кроме того, Сашка познаёт, что в действительности представляет собой свобода — неотъемлемое свойство героини как Пароля.
В отличие от первой книги, которая была романом о зыбкой юности и неизбежном взрослении, о подростковом обречённом бунте против надвигающегося мира определённости, «Vita Nostra: Работа над ошибками» обращается к более зрелым проблемам и повествует о выборе с позиции уже не бунтующего подростка, а ответственного взрослого.

## Художественные особенности
«Vita Nostra: Работа над ошибками», в отличие от первого романа, содержит очень мало бытовых деталей, в первом романе цеплявших читателя благодаря своей узнаваемости. Материальный мир продолжения очень стерилен и аскетичен, и объяснить это можно тем, что герои-студенты (за исключением Сашки) постепенно отрываются от своей человеческой природы, превращаясь в слова Великой Речи.